# Caught in the Rain
Caught in the rain és una pel·lícula muda de la Keystone escrita i dirigida per Charles Chaplin i protagonitzada per ell mateix, Mack Swain i Alice Davenport. Es va estrenar el 4 de maig de 1914. Tot i que el seu debut com a director és a Twenty Minutes of Love (27 d'abril de 1914) es tracta probablement de la primera pel·lícula en que pren tota la responsabilitat en la direcció ja que aquella i Caught in a Cabaret (4 de maig de 1914) havien estat codirigides amb Joseph Maddern i Mabel Normand, respectivament.

## Argument
L'acció comença en un parc on Chaplin, borratxo, intenta flirtejar amb una matrona mentre el seu marit ha anat a comprar a un quiosc. El marit torna en aquest moment i, enfadat, esbronca i tira a terra a Charlie. El matrimoni marxa cap al seu hotel discutint sobre si la dona ha permès les familiaritats del desconegut. Charlie també abandona el parc i gairebé és atropellat per un cotxe. Arriba al mateix hotel i provoca diversos daltabaix a la recepció perseguint dues noies joves, ensopegant amb la cama enguixada d'un home i intentant mil vegades pujar l'escala que porta al primer pis sense caure enrere.
Al final aconsegueix pujar i per error entra a l'habitació de l'hotel de la parella, que continua discutint. L'home el fa fora. Charlie prova una altra habitació amb la seva clau, entra i es desvesteix per anar-se al llit. A l'altra habitació el marit a marxat a passejar deixant la dona al llit. Aquesta és somnàmbula i surt de l'habitació per anar a seure al llit de Charlie el qual no sap què fer. En aquell moment el marit torna doncs ha començat a ploure amb força i no troba la dona a l'habitació. Al passadís es troba amb Charlie que nega saber res però en baixar aquell a preguntar, Charlie retorna la dona a l'habitació. No té temps per sortir que el marit ja ha tornat per lo que la dona amaga Charlie en el balcó on queda ben xop. Un policia el veu allà i es pensa que és un lladre i el dispara per lo que Charlie irromp de nou a la cambra. Arriben els Keystone Cops i es produeix el desgavell final.

## Repartiment
- Charlie Chaplin (client de l'hotel)
- Mack Swain (marit)
- Alice Davenport (esposa)
- Alice Howell (client de l'hotel)
- Helen Carruthers (client de l'hotel)
- Harry Russell (conserge)
- Ted Edwards (policia fora del bar)
- Slim Summerville, Grover Ligon (Keystone Cops)